# Breklum
Breklum er en landsby og kommune i det nordlige Tyskland under Kreis Nordfriesland i delstaten Slesvig-Holsten. Byen ligger sydøst for Bredsted i det vestlige Sydslesvig.
I den danske periode hørte landsbyen under Breklum Sogn. Breklum kirke var Nørre Gøs Herreds gamle hovedkirke.
Kommunen samarbejder på administrativt plan med andre kommuner i Midterste Nordfrisland kommunefællesskab (Amt Mittleres Nordfriesland). Til kommunen hører også Borsbøl (Borsbüll) og Ridderup (Riddorf).

## Historie
I sognet lå en gammel folkevold kaldet Daneværksvolden.
Breklums senromanske landsbykirke i munkesten er fra 1200-tallet. I nærheden lå det gamle tingsted for Nørre Gøs Herred. Kirkens gotlandske kalkstensdøbefont er fra 1200-tallet, mens krucifikset, placeret i korbuen, stammer fra 1400-tallet. Dens barokke alteropbygning er skabt i 1741.
I år 1500 havde omkring halvdelen af byens indbyggere frisiske navne.
Byen kom ved delingen af hertugdømmerne i 1544 under Hans den Ældres del og efter hans død i 1580 forblev den ved omfordelingen under hertugelig ledelse. I 1721 kom byen under den danske Krone.
I 1864 havde Breklum kirke, 2 præstegårde, skole, 2 kroer, fattighus og teglværk. Ved kirken fandtes en hovedpræst og en diakon.
I Breklum stiftede nordfriseren Christian Jensen 1876 Breklummissionen.